# Leopold Gruber (Tuchhändler)

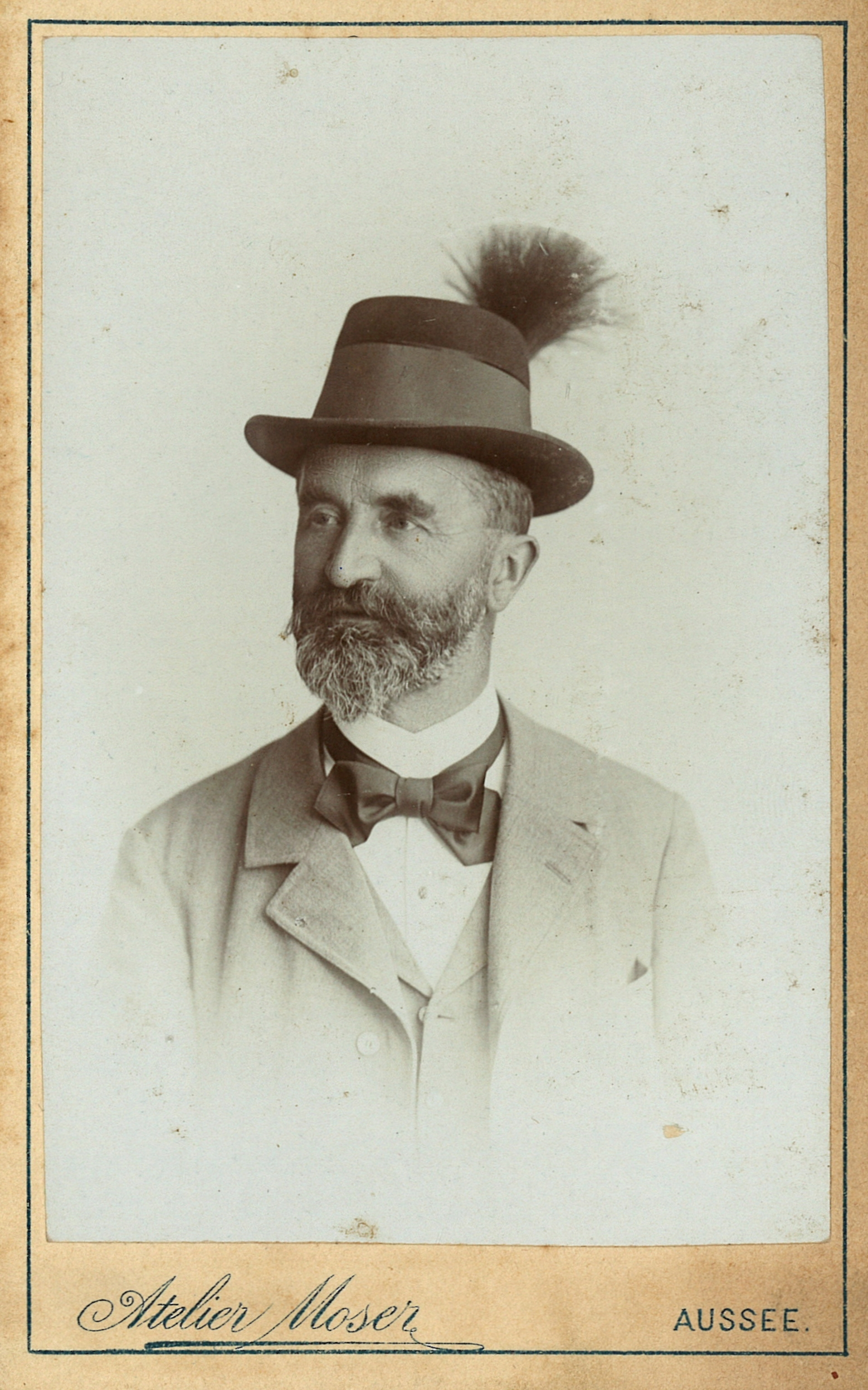
Leopold Gruber (um 1900)

Leopold Gruber (* 3. April 1841 in Steyr; † 28. Mai 1920 in Wels) war ein österreichischer Tuchhändler, langjähriger Gemeinderat und Ehrenbürger der Stadt Wels.

## Leben
Gruber wurde in Steyr als Sohn eines Webermeisters geboren und erlernte in Gmunden das Handelsgewerbe. 1860 wurde er Handelsangestellter der Firma Neuditschka in Wels, Stadtplatz 8 und stieg dort zum Geschäftsführer auf. Nach dem Tod von Johann Neuditschka sen. am 1. Oktober 1866 und dem Tod von dessen Sohn Johann Neuditschka jun. 1867 leitete er ab 1867 das Unternehmen als Pächter und wurde schließlich 1890 dessen Miteigentümer. Im Alter verkaufte Gruber seine Anteile am Unternehmen.
1879 wurde Gruber zum Vorstand des Handelsgremiums der Stadt Wels gewählt. Von 1881 bis 1919 war er Mitglied der Stadtgemeindevertretung. Als Vizepräsident des Verwaltungsrates der Welser-Localbahngesellschaft trug Gruber wesentlich dazu bei, dass Wels Bahnknotenpunkt wurde. So wurde 1886 die Erste Welser Lokalbahn mit der Strecke Wels–Aschach (Aschacher Bahn) eröffnet. 1893 folgte die Inbetriebnahme der Strecke Wels–Unterrohr (Wels-Rohrer-Bahn). Schließlich wurde 1901 die Bahnstrecke Wels–Sattledt–Grünau (Almtalbahn) eröffnet. Aufgrund seiner Verdienste um die Welser Lokalbahn wurde Gruber am 28. März 1907 zum Ehrenbürger der Stadt Wels ernannt.
Weiters war Gruber Vorstandsmitglied der Städtischen Sparkasse in Wels.
Gruber wohnte mit seiner Frau Franziska (geb. Sandböck, * 27. Dezember 1850 in Steyr, † 27. Oktober 1894 in Wels) in einer 1877 erbauten Villa in der Franz-Josefs-Ring 34 (heute: Volksgartenstraße 20) in Wels. In Altaussee ließ er 1897 die direkt am See gelegene Villa Gruber errichten.
Leopold Gruber liegt in einer Gruft am Stadtfriedhof Wels begraben.

## Auszeichnungen
- Ehrenbürger der Stadt Wels
- Ritter des Franz-Joseph-Ordens